# David Boysen
David Katz Boysen (født 30. april 1991) er en dansk professionel fodboldspiller der spiller for Fremad Amager.
Han har rødder i Israel.

## Karriere
Han har tidligere spillet i Viby Boldklub, Herlev IF, Akademisk Boldklub og Lyngby Boldklub.

### Lyngby BK (2011–2014)
Fra februar 2011 til udgangen af 2013 spillede Boysen for Lyngby BK. I første omgang var kontrakten med Lyngby BK indgået med virkning fra sommeren 2011, mens han skulle fortsætte med at spille i AB, men kort efter blev det offentliggjort, at skiftet fandt sted med øjeblikkelig virkning. Ved udgangen af 2013 valgte Boysen ikke at forlænge aftalen med Lyngby BK, hvorefter han skiftede til Superligaklubben Viborg FF.

### Viborg FF
David Boysen skrev den 13. januar 2014 under på kontrakt, der gjaldt frem til sommeren 2016. I forbindelse med skiftet udtalte David Boysen til Viborg FFs hjemmeside, at "Det føles rigtig godt at være Viborg-spiller. Første gang jeg hørte om interessen fra Viborg, havde jeg en god mavefornemmelse. Der har været mange ting i spil, og jeg har gjort mig mange tanker omkring min fremtid, men nogle gange skal man følge sin intuition. Her på det seneste har jeg haft mange samtaler med både Morten Jensen og Ove Christensen, og de har gjort, at jeg slet ikke var i tvivl."
David Boysen fik sin debut i Superligaen for Viborg FF den 23. februar 2014, da han startede inde og spillede alle 90 minutter i en 1-1-kamp mod Randers FC. I sit halve år i Viborg FF spillede Boysen otte kampe i Superligaen.

### Lyngby BK (2014–2016)
Efter et halvt år i Viborg FF skiftede David Boysen i sommertransfervinduet 2014 tilbage til Lyngby BK, hvor han skrev under på en kontrakt af to års varighed.

### Brøndby IF (2016)
Den 25. januar 2016 blev det offentliggjort, at David Boysen skiftede fra 1. divisionsklubben Lyngby BK til Superligaklubben Brøndby IF, hvor han skrev under på en toogethalvtårig kontrakt med Brøndby IF, således parterne har papir på hinanden frem til sommeren 2018.

### Roda JC (2016)
Han skiftede den 8. juli 2016 til hollandske Roda JC, hvor han skrev under på en toårig. Han nåede dog kun at spille 13 kampe og score et mål, inden det den 20. januar 2017 blev offentliggjort, at han havde fået ophævet sin kontrakt kun et halvt år efter sit skifte til klubben.

### Lyngby Boldklub (2017)
Efter at det være blevet offentliggjort, at Boysen havde ophævet sin kontrakt med Roda JC, forklarede Divisionsforeningens turneringschef, Peter Ebbesen, at 
| Citat         | Når han har spillet for to klubber i samme sæsonforløb, kan han ikke spille i foråret (i Superligaen, red.) - ikke for andre end Brøndby. Sådan er reglerne. Så ligger mulighederne i et andet land, hvor sæsonforløbet er anderledes. Det kan være i Sverige eller Norge | Citat |
| Peter Ebbesen | |       |

 Han fik dog en dispensation af DBU, hvorfor han den 1. februar 2017 kunne skifte tilbage til Lyngby Boldklub, som han også spillede for fra 2014 til 2016. Her skrev han under på en etårig kontrakt.

### Beitar Jerusalem (2018)
Den 7. december 2017 skrev David Boysen under på en kontrakt med Beitar Jerusalem fra Israel om et klubskifte fra årsskiftet. Den 30. juni 2018 udløb David Boysens kontrakt med klubben, hvorefter han fritstilles. I forbindelse med kontraktudløb gav Boysen udtryk for, at turen har været problematisk, og han glæder sig over ikke at være tilknyttet klubben mere.

### IF Elfsborg
Den 12. august 2018 skiftede Boysen til IF Elfsborg. Her skrev han under på en halvandenårig kontakt, således parterne havde papir på hinanden frem til slutningen af 2020. Han fik sin debut i Allsvanskan den 31. oktober 2018, da han blev skiftet ind i det 76. minut som erstatning for Robert Gojani i en 2-0-sejr over GIF Sundsvall. Det blev til yderligere to kampe i landets bedste række.
Han forlod klubben på vintertransfervinduets sidste dag den 31. januar 2019, da der ikke var sikret kontinuerlig spilletid for Boysen.

## International karriere
David Boysen har som ungdomsspiller spillet i alt 45 landskampe for diverse ungdomslandshold.